# هیرباس

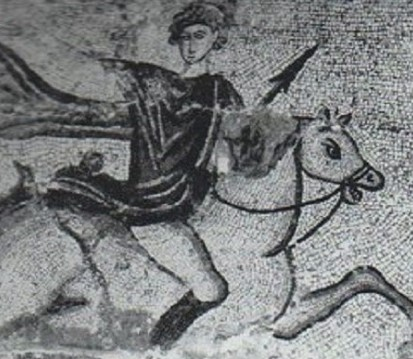
عکسی از هیرباس

هیرباس یا ایرباس (انگلیسی: Iarbas) یک شخصیت اساطیری رومی بود که در آثار نویسندگان مختلفی از جمله  اووید و  ویرژیل ظاهر شده است. این شخصیت احتمالاً بر اساس یک پادشاه تاریخی  نومیدیا است. در  اسطوره‌شناسی روم، ایرباس پسر  ژوپیتر آمون (آمون خدای شمال آفریقا بود که رومیان با ژوپیتر مرتبط می‌کردند و به خاطر پیشگویش شهرت داشت) و یک  گرامه‌ای‌ها نیمف او پادشاه گتولیا شد. بر اساس انه‌اید  ویرژیل، او خواستگار ملکه  کارتاژ دیدو (ملکه کارتاژ) بود که ملکه او را رد کرد.